# 2000-ліття Різдва Христового (серія монет)
2000-ліття Різдва Христового — серія ювілейних та пам'ятних монет, започаткована Національним банком України в 1999 році.
|                                 |  |  |
| Різдво Христове (золота монета) |  |  |

## Склад серії
У серію включені такі монети:
- Пам'ятні монети «Різдво Христове»
- Пам'ятні монети «Хрещення Русі»